# Thomas Kirk
Pour les articles homonymes, voir Thomas Kirk (sculpteur) et Kirk.
Thomas Kirk est un botaniste britannique, né le 18 janvier 1828 à Coventry dans le Warwickshire et mort le 8 mars 1898 à Wellington en Nouvelle-Zélande.

## Biographie
Il est le fils d’un pépiniériste du Warwickshire. Il est membre de la Botanical Society of London et de la Société linnéenne de Londres (1871). De 1849 à 1862, il dirige des marchands de bois à Coventry. Il part en Nouvelle-Zélande en 1862. En 1881, il enseigne la biologie et la géologie au Lincoln College de Canterbury. De 1885 à 1888, il est conservateur-chef des forêts appartenant à l’État.
Kirk est notamment l’auteur de Forest Flora New Zealand (1889), Students’ Flora New Zealand (1899). Il contribue aux revues Phytologist (de 1847 à 1860) et Transaction of New Zealand Institute (de 1868 à 1897). Harry Howard Barton Allan (1882-1957) lui dédie en 1961 le genre Kirkianella de la famille des Asteraceae.

## Source
- Ray Desmond (1994). Dictionary of British and Irish Botanists and Horticulturists includins Plant Collectors, Flower Painters and Garden Designers. Taylor & Francis and The Natural History Museum (Londres).